# Lista do Patrimônio Mundial no Panamá
A Organização das Nações Unidas para a Educação, a Ciência e a Cultura (UNESCO) propôs um plano de proteção aos bens culturais do mundo, através do Comité sobre a Proteção do Património Mundial Cultural e Natural, aprovado em 1972. Esta é uma lista do Patrimônio Mundial existente no Panamá, especificamente classificada pela UNESCO e elaborada de acordo com dez principais critérios cujos pontos são julgados por especialistas na área. O Panamá, que historicamente têm sido um eixo de laços científicos e culturais entre a América do Norte e América do Sul e ocupa uma região de efervescência cultural e política na era pré-colombiana, ratificou a convenção em 3 de março de 1978, tornando seus locais históricos elegíveis para inclusão na lista.
O sítio Fortificações do lado caribenho do Panamá - que engloba construções militares coloniais na costa panamenha - foi o primeiro bem cultural do Panamá incluído na lista do Patrimônio Mundial, em 1980; e encontra-se também listado como Patrimônio Mundial em perigo desde 2012. No total, o Panamá possui 5 sítios listados como Patrimônio Mundial, sendo 2 deles de interesse Cultural e os 3 restantes de interesse Natural. O sítio Reservas da Cordilheira de Talamanca-La Amistad, inscrito em 1983, é compartilhado com a Costa Rica. 

## Bens culturais e naturais
O Panamá conta atualmente com os seguintes sítios declarados como Patrimônio Mundial pela UNESCO:
| | Fortificações do lado caribenho do Panamá |
| Bem cultural inscrito em 1980, em perigo desde 2012. |                                           |
| Localização: Colón |                                           |
| Estas fortalezas panamenhas são magníficos protótipos da arquitetura militar dos séculos XVII e XVIII e para reforçar a proteção do comércio transatlântico. Esplêndidos exemplos da arquitetura militar dos séculos XVII e XVIII, estes fortes da costa caribenha do Panamá formavam parte do sistema defensivo criado pela Coroa de Espanha para proteger o comércio marítimo. (UNESCO/BPI) |                                           |

| | Parque Nacional Darién |
| Bem natural inscrito em 1981. |                        |
| Localização: Darién |                        |
| Eixo natural entre América do Sul e América Central, o Parque Nacional do Darién possui uma excepcional variedade de hábitats - praias arenosas, litorais rochosos, mangues e florestas tropicais de altitude e de baixa altitude - que abrigam uma fauna e flora excepcionais. Duas tribos indígenas habitam o território do parque. (UNESCO/BPI) |                        |

| | Reservas da Cordilheira de Talamanca-La Amistad/Parque Nacional La Amistad |
| Bem natural inscrito em 1983; estendido em 1990. |                                                                            |
| Localização: Bocas del Toro / Chiriquí |                                                                            |
| Este sítio é compartilhado com Costa Rica. |                                                                            |
| A localização geográfica deste sítio excepcional da América Central - que conserva flora glaciares da Era Quaternária - facilita o contato entre flora e fauna da América do Norte e do Sul. A maior parte da superfície desta região, habitada por quatro tribos indígenas distintas, está coberta por florestas pluviais densas. A conservação do sítio é resultado de uma estreita cooperação entre Panamá e Costa Rica. (UNESCO/BPI) |                                                                            |

| | Sítio Arqueológico de Panamá Viejo e Distrito Histórico de Panamá |
| Bem cultural inscrito em 1997; estendido em 2003. |                                                                   |
| Localização: Panamá |                                                                   |
| Fundada em 1519 pelo conquistador Pedrarias Dávila, a cidade de Panamá Viejo foi o primeiro assentamento europeu na costa americana do Pacífico. Seu traçado geométrico é um excelente exemplo da concepção europeia de planejamento urbano. Abandonada em meados do século XVII, a cidade foi substituída por outra nova - o atual Distrito Histórico - que também conserva o traçado original de suas ruas, assim como a arquitetura de seus edifícios, na qual o estilo hispânico se mescla de forma insólita ao francês e ameríndio. O Distrito Histórico abriga o Salón Bolívar, onde o Libertador buscou sem sucesso estabelecer um Congresso Continental em 1826. (UNESCO/BPI) |                                                                   |

| | Parque Nacional Coiba e a sua Zona Especial de Protecção Marinha |
| Bem natural inscrito em 2005. |                                                                  |
| Localização: Veraguas |                                                                  |
| O Parque Nacional de Coiba, situado de frente a costa sudoeste do Panamá, no Golfo de Chiriquí, protege a ilha de Coiba e outros 38 ilhas e ilhotas menores, assim como as zonas marítimas circundantes. Amparado contra os ventos frios e a corrente El Niño, a floresta tropical úmida de Coiba é um lugar de formação de novas espécies, como demonstra o alto nível de endemismo de muitos de seus mamíferas, pássaros e plantas. Último refúgio de várias espécies em perigo como a águia, este sítio é um laboratório natural excepcional para a investigação científica e um nicho ecológico fundamental no Pacífico tropical oriental para o trânsito e sobrevivência de espécies de peixes pelágicos e mamíferos marinhos. (UNESCO/BPI) |                                                                  |

## Lista Indicativa
Em adição aos sítios inscritos na Lista do Patrimônio Mundial, os Estados-membros podem manter uma lista de sítios que pretendam nomear para a Lista de Patrimônio Mundial, sendo somente aceitas as candidaturas de locais que já constarem desta lista. Desde 2017, o Panamá possui 2 locais na sua Lista Indicativa.
| “ | A Cidade do Panamá está diretamente associada a importantes intercâmbios de valores humanos ao longo de sua história devido à sua posição estratégica sobre o istmo da América Central. Como cidade terminal e elo de importantes rotas de comunicação, a Cidade do Panamá contribuiu para a expansão da cultura, língua e costumes espanhóis na América e para importante intercâmbio de valores com a cultura americana e africana, línguas, costumes e crenças, juntamente com a disseminação da religião católica. | ” |

| “ | É uma propriedade em série que compreende cinco locais componentes, vários dos quais já foram inscritos na lista do Patrimônio Mundial: Sítio Arqueológico de Panamá Viejo (já Patrimônio Mundial); Distrito Histórico do Panamá (já Patrimônio Mundial) e Fortificações no Lado Caribenho do Panamá: Portobelo – San Lorenzo; entre outros. | ” |